# 斯科茨穆爾 (佛羅里達州)
斯科茨穆爾（英語：Scottsmoor）是位於美國佛羅里達州布里瓦德縣的一個非建制地區。該地的面積和人口皆未知。

## 地理
斯科茨穆爾的座標為28°46′00″N 80°51′42″W / 28.76667°N 80.86167°W，而該地的平均海拔高度為9米（即30英尺）。